# Salvatore Calabrese

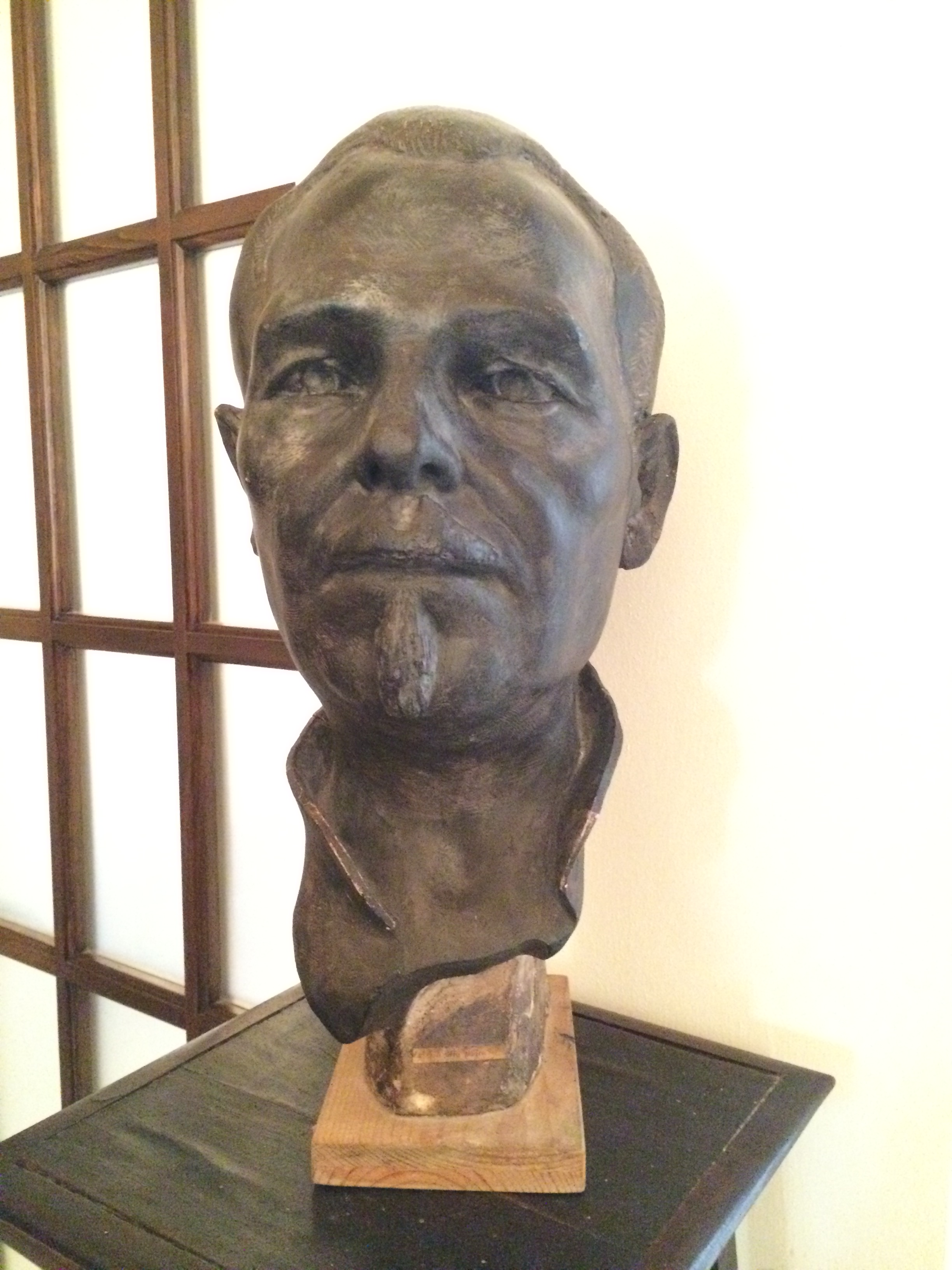
Busto di Salvatore Calabrese, scolpito dal figlio Alfredo Calabrese e conservato presso la sede dell'associazione

Salvatore Calabrese (Campi Salentina, 6 gennaio 1903 – Bologna, 30 novembre 1973) è stato un medico italiano, studioso nel campo dell'Anatomia Patologica e specializzato in “Malattie del tubo digerente, del sangue e del ricambio”. Diede avvio all'edificazione dell'Ospedale Civile Padre Pio da Pietrelcina di Campi Salentina. È il fondatore dell'istituto per l'infanzia abbandonata “Mamma Bella”.

## Biografia

### Famiglia e formazione
Salvatore Calabrese nasce il 6 Gennaio 1903 a Campi Salentina (Lecce)  da Emilio Calabrese e Addolorata Ponzio. Intraprende gli studi nell' “Istituto Calasanzio” per poi conseguire la maturità classica a Galatina. Nel 1922, seguendo la tradizione di famiglia, si iscrive al primo corso della facoltà di Medicina e Chirurgia dell'Università degli Studi di Napoli "Federico II" dove si laurea nel luglio del 1928. A pochi giorni dalla laurea contrae matrimonio con Virginia Pierri. In questo stesso anno sostiene e supera, presso l'Università di Cagliari, l'esame di Stato per l'abilitazione all'esercizio della professione di medico-chirurgo. Negli anni universitari conosce il futuro San Giuseppe Moscati, parente della moglie.

### Il periodo genovese
Dal luglio 1931 al 1935 è assistente volontario nel reparto di medicina interna dell'Ospedale San Martino di Genova, e già in quegli anni dedica gran parte dei suoi studi all'Anatomia Patologica, dando impulso all'attività scientifica dell'istituto con le sue ricerche personali, redigendo varie ed apprezzate pubblicazioni scientifiche e facendosi stimare oltre che per le qualità intellettuali anche per le sue virtù morali. Nel luglio del 1939 consegue la specializzazione in “Malattie del tubo digerente, del sangue e del ricambio” presso l'Università di Pavia. Dal 1º febbraio 1937 al 31 luglio 1945 ricopre il ruolo di direttore sanitario della società industriale "Ansaldo" a Genova, e in quella veste promuove attività di carattere sociale e assistenziale, quali, ad esempio, una colonia climatica per i figli dei lavoratori del complesso industriale.

### Gli incarichi in campo militare
Nel 1929 Calabrese viene ammesso alla Scuola di Sanità Militare di Firenze. Nello stesso anno viene nominato Sottotenente medico e assegnato al 47º Reggimento addestramento volontari "Ferrara". Nel 1933 diventa Tenente Medico nell'Ospedale militare di Alessandria. Nel 1935 viene promosso Tenente con anzianità. Dopo l'8 settembre 1943 prende parte attiva alla Resistenza contro i nazifascisti. Dal 24 aprile 1945, con un delle Brigate Garibaldi, la “Brigata Benucci 863”, partecipa alle operazioni belliche per la liberazione di Genova.

### L'impegno in campo sociale
Nel 1945 Calabrese lascia Genova per fare ritorno a Campi Salentina. Qui nasce, sotto il suo impulso, l'attuale Ospedale, creato per far fronte ai gravi disagi affrontati dalla popolazione ad accedere a cure mediche adeguate in assenza di un presidio ospedaliero. Il 20 settembre del 1946, in qualità di primo artefice della nuova istituzione, viene nominato Direttore medico provvisorio dell'ospedale e affida l'assistenza dei malati alle Suore di Sant'Anna. Successivamente, nel 1951, ne diventa Direttore sanitario e primario medico. In questa veste Calabrese si adopera per orientare e stimolare il personale medico e paramedico. Nel 1950 fonda l'Istituto per l'infanzia abbandonata “Mamma Bella”.

### Gli ultimi anni di vita
Nel 1967 viene insignito del titolo di “Primario Medico Emerito”. Il 30 novembre 1973 muore a Bologna a causa di un infarto miocardico acuto.
Negli anni successivi alla morte numerose sono state le dimostrazioni di affetto nei suoi confronti, come testimoniato dalla poesia firmata da Dolores Ingroso e intitolata “In memoria del dott. Calabrese”:
(Dolores Ingroso)

## L'istituto "Mamma Bella"
Nel 1945 Calabrese lascia Genova per fare ritorno a Campi. Nella sua città natia vive giorni particolarmente difficili a causa della perdita, nell'arco di pochissimi anni, dei tre figli in giovane età. In loro ricordo fonda, nel 1950, il “Mamma Bella”, un istituto per l'infanzia abbandonata che viene affidato alle benemerite Suore Calasanziane. Riguardo a questa vicenda il giornalista Enzo Politi scrive: 
(Enzo Politi)
Dà quindi vita in questi anni ad una gara di solidarietà che coinvolge gli enti privati e soprattutto la popolazione, attraverso numerosi manifesti. In uno di questi, datato 14 marzo 1950 Salvatore Calabrese, rivolto ai suoi concittadini, scrive riguardo all'istituto:
(Salvatore Calabrese)

## L'Associazione Salvatore Calabrese
Il 28 settembre 2012 nasce l'Associazione Salvatore Calabrese, creata con l'intento di seguire l'esempio del medico nella sua opera filantropica.
(Luca Calabrese)
L'Associazione promuove il principio della banca del tempo allo scopo di esaltare la forte e benefica sensazione nel donare alcune ore della propria professionalità, cioè la condivisione di parte del proprio tempo e della propria cultura che vengono così offerti al prossimo.

## Pubblicazioni
- Postumi di pleuro-pericardite destra simulanti un “situs cordis inversus”. “La riforma medica”, Milano n. 42-1931.
- Interpretazione sul valore del B. di Koch nel liquido pleurico."La Liguria Medica", Genova n. 6-1931
- Osservazioni sul meccanismo patogenico di alcuni casi di gastropatia nel personale degli autobus. "Rinnovamento Medico, Gazzetta Internazionale di Medicina e Chirurgia", Napoli n. 8-30-04- 1931
- Nota critica sul fenomeno "Mioedema". Comunicazioni Knoll, fascicolo 15, 1932
- A proposito dell'emottisi cardiaca male interpretata. "Il Policlinico - Sezione pratica", Roma, anno 1932
- Ancora sul cosiddetto "stato costituzionale linfatico. "Il Policlinico - Sezione pratica", Roma, anno 1933
- Esiste una cefalea ab ingestis?. "La Riforma Medica”, Milano, n. 8, 1933
- Con Trevisanello A. "Il terreno organico ancora fulcro della lotta antitubercolare". "La Riforma Medica", Milano, n. 25, 1934.
- Con Cirio L. "Sulla cosiddetta "fase negativa" ricerche sperimentali con la tossina e con la anatossina difterica". "Pathologica", Genova, vol. XXVI, n. 515, 1934
- Sulla cosiddetta "fase negativa" ricerche sperimentali con la tossina e con la anatossina difterica. "Pathologica" Genova, vol. XXVI, n. 515, 1934
- Contributo allo studio della porpora emorragica. "La Riforma Medica", Milano, n. 1, 1935
- Contributo allo studio dei tumori dell'endocardio. "Pathologica", vol. XXXII, n. 584, 1940
- Idronefrosi a complessa patogenesi. "Pahtologica", vol. XXXII, n. 585, 1940
- Azione del benzoato di sodio sulla crasi sanguigna. "Pathologica", vol. XXXIII, n. 599, 1941
- Considerazioni sulla patogenesi dell'angina pectoris. "Pathologica", vol. xxxIV, n. 607, 1942
- Contributo allo studio della patogenesi delle emorragie cerebrali nelle leucemie. "Pathologica", vol. XXXIV, n. 610, 1942
- Contributo allo studio del morbo di Cushing. "Il Policlinico - Sezione pratica", Roma, vol. XLIX, 1942
- Su una malformazione poco nota dello stomaco. "Il Policlinico - Sezione medica vol. XLIX, 1942
- Su di un caso di melaena neonatorum da ulcera duodenale. "Accademia Medica", Genova, 1942
- Sopra una neoplasia primitiva della milza. "Accademia Medica", Genova, 1943
- Spleno-epatopatia con reperto istologico di milza kantiana in ittero emolitico costituzionale. "Pathologica”, vol. XXXIX, 1947
- Con Lanzilao A. "Un caso di cisti da echinococco a localizzazione non comune". "La Riforma Medica", Napoli, n. 39, 1961
- Con Lanzilao A. "Sui tumori dell'intestino tenue. A proposito di un endocarcinoma del digiuno in atteggiamento brunneriano". "La Riforma Medica", Napoli, n. 16, 1962
- Il "Morbus Banti" malattia autonoma fra le sindromi cosiddette "kantiane". La Riforma Medica", Napoli, n. 48, 1963
- Considerazioni sulla patogenesi e terapia dell'albuminuria ortostatica o morbo di Pavy. "Gazzetta Sanitaria", Milano, vol. XXXIV, n. 12, 1963
- Con Lanzilao A. e Greco V. "Sulla malattia di Takayashu o malattia asfigmatica dell'arco dell'aorta". "La Riforma Medica", Napoli, n. 49, 1966
- Ademo-carcinoma scirroso gastrico con eccezionale sviluppo alla superficie esterna dell'organo. "La Riforma Medica", Napoli, n. 49, 1966
- Con Lanzilao A "Da un caso di epato-siderosi al problema generale della cirrosi epatica". "La Riforma Medica", Napoli, n. 51, 1972